# Peter Francis Hammond
Peter Francis Hammond (* 30. Juni 1887 in Lancaster, Ohio; † 2. April 1971 ebenda) war ein US-amerikanischer Politiker. In den Jahren 1936 und 1937 vertrat er den Bundesstaat Ohio im US-Repräsentantenhaus.

## Werdegang
Peter Hammond besuchte die öffentlichen Schulen seiner Heimat und die dortige St. Mary’s High School. Im Jahr 1910 absolvierte er das Josephinum College in Columbus. Seit 1913 arbeitete er als Herrenausstatter in Lancaster. Politisch schloss er sich der Demokratischen Partei an.
Nach dem Rücktritt des Abgeordneten Mell G. Underwood wurde Hammond bei der fälligen Nachwahl für den elften Sitz von Ohio als dessen Nachfolger in das US-Repräsentantenhaus in Washington, D.C. gewählt, wo er am 3. November 1936 sein neues Mandat antrat. Da er bei den regulären Kongresswahlen des Jahres 1936 nicht mehr kandidierte, konnte er bis zum 3. Januar 1937 nur die laufende Legislaturperiode im Kongress beenden. Nach dem Ende seiner Zeit im US-Repräsentantenhaus war er bis 1938 wieder als Herrenausstatter in Lancaster tätig. Zwischen 1938 und 1954 fungierte er dort als Posthalter. Peter Hammond starb am 2. April 1971 in seiner Heimatstadt Lancaster, wo er auch beigesetzt wurde.